# Болата
Болата е местност, разположена на едноименния залив и е част от резерват Калиакра. Намира се в северната част на Българското Черноморие край село Българево и в близост до бивша военна станция.
Местността е влажна зона с голямо значение за няколко редки растителни и животински вида. Пясъчният плаж е с естествен произход и е уникален за скалните брегове в района на Калиакра.
Малка река образува тясна клисура и се влива в блатото „Болата“ (езеро Болата) с площ 23 ха, обрасло с обширен масив от тръстика. Варовиковите скали в местността имат червен цвят поради железните окиси в глината, която запълва пукнатините им.
Заливът е и част от защитена зона „Комплекс Калиакра“ по НАТУРА 2000.

## Флора и фауна
От тревните растителни видове се срещат обикновен гингер, луковична ливадина, обикновена тръстика, други житни растения и др.
Характерни за района храсти са дрян, чашкодрян, драка, храстовиден жасмин и др.
Срещат се няколко вида земноводни и влечуги като защитените видове сирийска чесновница, кафява крастава жаба, шипобедрена костенурка.
Над езерото минава Виа Понтика – една от големите въздушни „магистрали“ на мигриращи птици от цяла Европа. Поради това в залива може да се наблюдават гнездящи или преминаващи водолюбиви птици – малък воден бик, малък гмурец, земеродно рибарче, голям корморан, речна рибарка, белоока потапница и други видове патици и гъски.
Пукнатините и нишите са важни местообитания за прилепите и характерните за района степни бозайници белокоремна белозъбка, малка белозъбка, обикновена сива полевка и др. Във водите в близост до залива може да се наблюдава и обикновен делфин

## Култура и туризъм
В пещерите на Болата са открити останки от антично селище и свидетелства за живот от 400 г. пр. Хр., както и малтийски кръст – свидетелство за търговията на Второто българско царство с Венеция и Генуа. Открити са още каменни кръгове, жертвени камъни, скални пещери – жилища.
Плажът е широко известен и като място за гмуркане. Стръмна пътека на север се изкачва до върха на скалната стена, откъдето се открива изглед към цялата клисура.
Заливът Болата е част от клуба „Най-красивите заливи в света“. Плажуването и къмпингуването са разрешени. Няма специален режим и статут на забранена зона. Разрешен е достъпът на МПС, кемпери, каравани, велосипеди и организирани пешеходни походи. Почистването е задължително след всяко посещение.

## Галерия
- Червени варовикови скали и военен обект – наблюдателен пост на БМФ
- Изглед от северната страна
- Реката и тясната клисура, която образува
- Шипобедрена костенурка от местността